# Valens Ndayisenga
Valens Ndayisenga (1 de gener de 1994) és un ciclista ruandès professional des del 2016 i actualment a l'equip Tirol Cycling Team.

## Palmarès
- 2013
  - Vencedor d'una etapa al Tour de Ruanda
- 2014
  -  Campió de Ruanda en ruta
  -  Campió de Ruanda en contrarellotge
  - 1r al Tour de Ruanda i vencedor d'una etapa
- 2015
  -  Campió de Ruanda en contrarellotge
  -  Campió de Ruanda sub-23 en contrarellotge
  - Vencedor d'una etapa a la Volta a Egipte
- 2016
  -  Campió de Ruanda sub-23 en ruta
  -  Campió de Ruanda sub-23 en contrarellotge
  - Campió d'Àfrica sub-23 en contrarellotge
  - 1r al Tour de Ruanda i vencedor de 2 etapes
- 2017
  - Vencedor d'una etapa al Tour de Ruanda